# Mühlenfließ (gmina)
Mühlenfließ – gmina w Niemczech w kraju związkowym Brandenburgia, w powiecie Potsdam-Mittelmark, wchodzi w skład urzędu Niemegk.